# بروتوكول بيشكيك

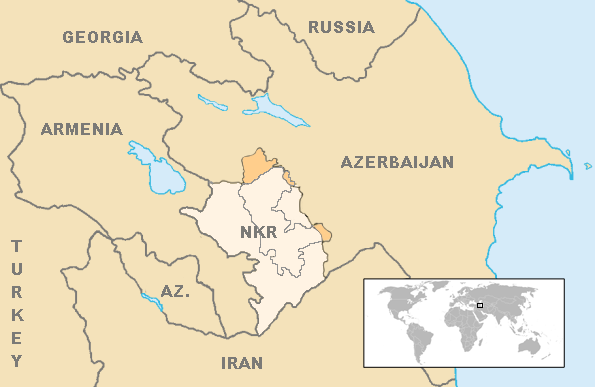
الحدود النهائية للصراع بعد بروتوكول بيشكيك. القوات مرتفعات قره باغ الأرمنية تسيطر على ما يقرب من 9٪ من أراضي أذربيجان خارج إقليم مرتفعات قرة باغ ذاتي الحكم السابق، في حين تسيطر القوات الأذربيجانية على شاهوميان والأجزاء الشرقية من مارتاكيرت ومارتونين.

بروتوكول بيشكيك هو اتفاق مؤقت لوقف إطلاق النار، وقع عليه ممثلو أرمينيا (رئيس البرلمان بابكين أركتسيان )، وجمهورية ناغورنو قره باغ غير المعترف بها (رئيس البرلمان كارين بابوريان)، أذربيجان (النائب الأول لرئيس البرلمان أفي الدين جليلوف) وممثل روسيا في مجموعة مينسك التابعة لمنظمة الأمن والتعاون في أوروبا فلاديمير كازيميروف في 5 مايو 1994 في بيشكيك، عاصمة قيرغيزستان.

## خلفية
أنهى البروتوكول حرب ناغورنو كاراباخ الأولى وجمد القضية. تم انتهاك وقف إطلاق النار في عدد من المناسبات، لا سيما خلال اشتباكات عام 2008 ،واشتباكات 2016 ، وانتهى تمامًا مع اندلاع حرب ناغورني كاراباخ عام 2020.